# باشگاه ورزشی اسماعیلی
باشگاه اسماعیلی (به عربی:النادی الإسماعیلی) یک باشگاه ورزشی از کشور مصر است که در شهر اسماعیلیه قرار دارد و تیم فوتبال آن در لیگ برتر مصر بازی می‌کند.
این باشگاه در سال ۱۹۲۴ میلادی تأسیس شده است.
این تیم سه بار به مقام قهرمانی در لیگ برتر مصر و دو بار به مقام قهرمانی در جام حذفی مصر رسیده است. این باشگاه همچنین یک بار به مقام قهرمانی و یک بار به مقام نایب قهرمانی در مسابقات لیگ قهرمانان آفریقا رسیده است.